# Galvestonorkaan

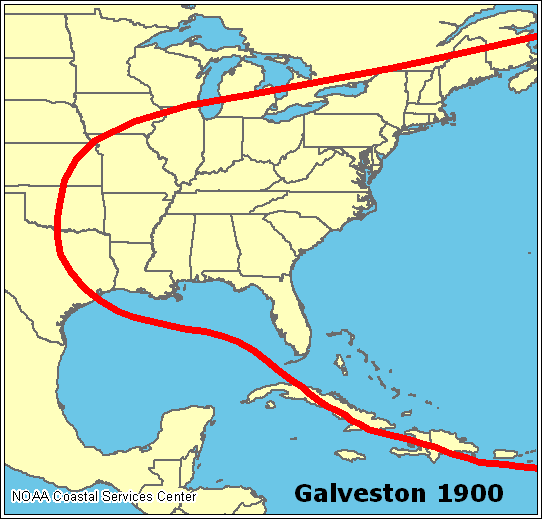
Pad van de orkaan

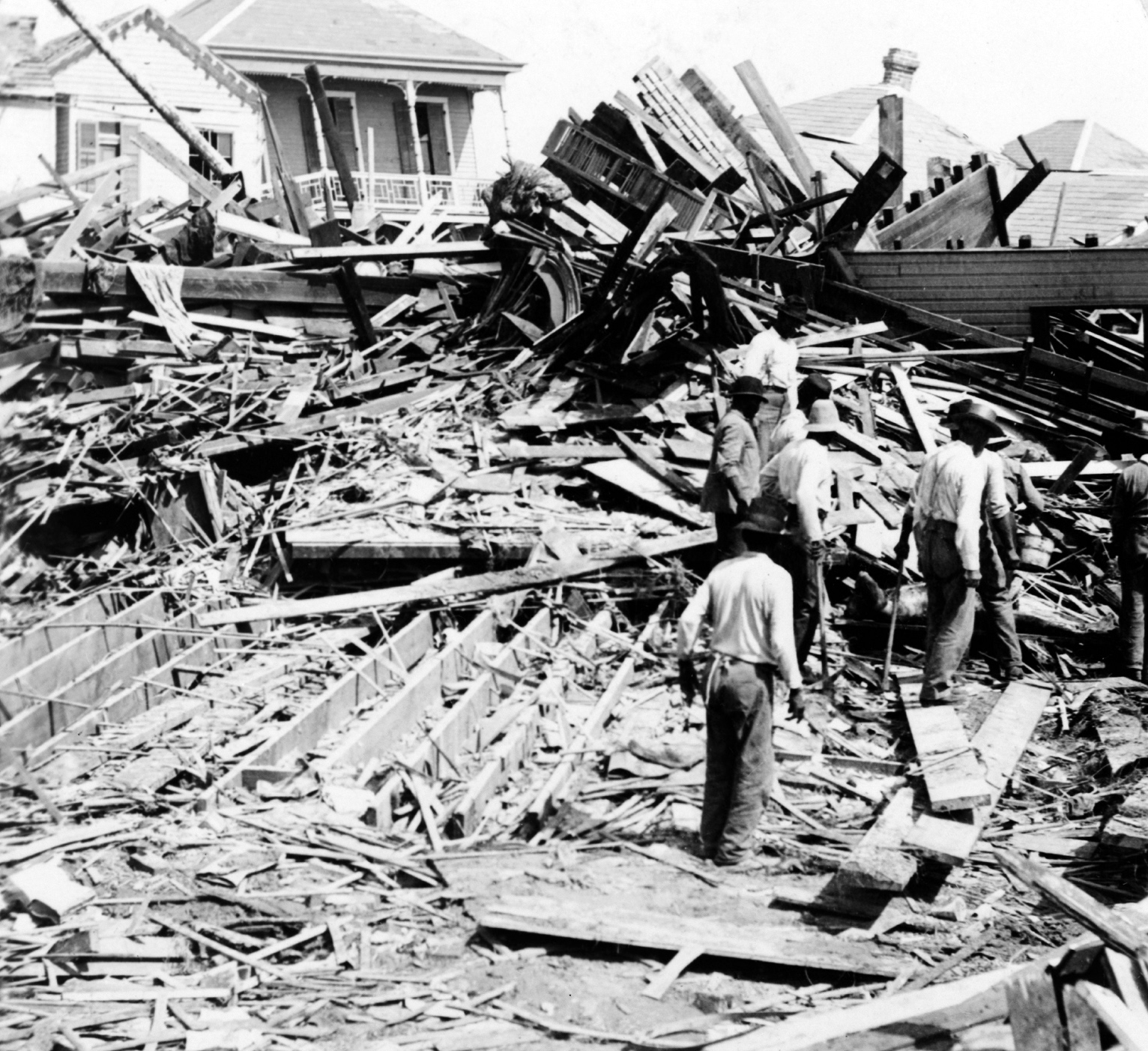
Verwoestingen na orkaan

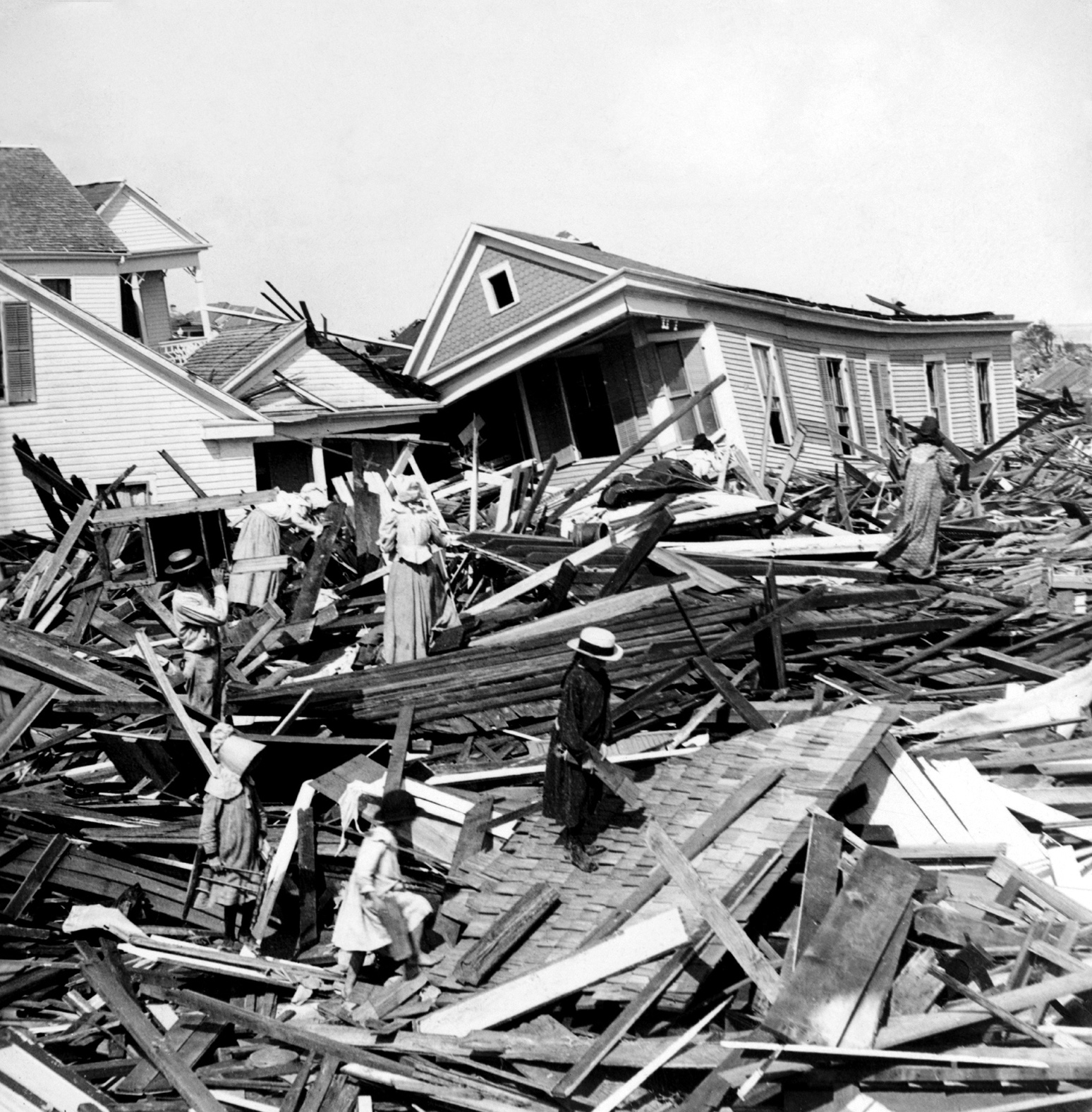
Verwoestingen na orkaan

De Galvestonorkaan was een orkaan van de vierde categorie op de schaal van Saffir-Simpson. De orkaan trof Amerika in september 1900. De orkaan was waarschijnlijk van het Kaapverdische type. De orkaan eiste tussen de 6.000 en 8.000 levens in de stad Galveston en waarschijnlijk tussen de 10.000 en 12.000 levens op geheel Galveston Island.
Op 8 september werd de stad Galveston in Texas door deze orkaan volledig verwoest. Galveston is gelegen op een schiereiland dat maximaal 2,7 meter boven zeeniveau uitsteekt. De orkaan veroorzaakte golven met een hoogte van 4,6 meter. In Galveston woonden toen 38.000 mensen waarvan zeker één vijfde omkwam. 
Na de orkaan werd Galveston herbouwd en werd een betonnen wering tegen nieuwe orkanen aangelegd. Deze wering bleek te werken, want een orkaan van gelijke sterkte in 1915 eiste "slechts" 275 levens.